# Мемориальная квартира Андрея Белого
Музей-кварти́ра Андре́я Бе́лого — мемориальная квартира, посвящённая жизни и творчеству писателя Бориса Бугаева, известного под псевдонимом Андрей Белый. Филиал Государственного музея А. С. Пушкина. Музей-квартира Белого был основан в 1993 году, однако официальное открытие экспозиции состоялось в сентябре 2000-го.
В доме на углу Арбата и Денежного переулка Белый прожил первые двадцать шесть лет своей жизни с 1880 по 1906 годы.
На начало 2018 года экспозиция насчитывает более четырёх тысяч мемориальных предметов: семейные фотографии, рукописи произведений, личные вещи, рисунки.

## История

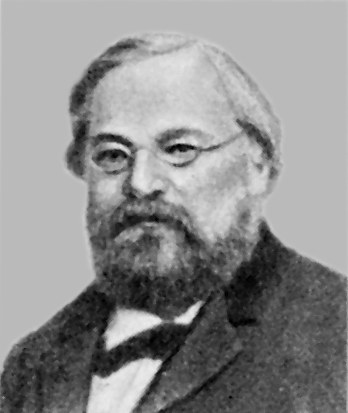
Портрет Николая Бугаева — отца Бориса, 1890 года

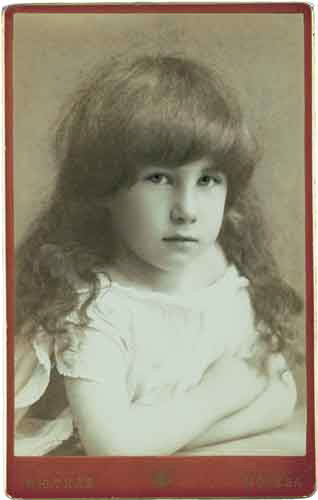
Фотография Андрея Белого в детстве, 1885 год

Музей-квартира Андрея Белого располагается на третьем этаже дома на углу Арбата и Денежного переулка. Декан физико-математического факультета Московского университета Николай Бугаев и его жена Александра Егорова арендовали квартиру со второй половины 1870-х годов, и именно здесь в 1880 году родился их сын Борис. Семью часто посещали известные гости: Максим Ковалевский, Николай Стороженко, Александр Веселовский, братья Сергей и Владимир Танеевы, Лев Толстой и другие .
С начала 1900-х в квартире Андрея Белого на Арбате собирался кружок «аргонавтов», главой которого являлся писатель. Здесь бывали поэты Константин Бальмонт, Юргис Балтрушайтис, Валерий Брюсов и Максимилиан Волошин, художники Виктор Борисов-Мусатов и Михаил Шестёркин, а также многие другие. Посетить одно из заседаний из Петербурга приезжали Зинаида Гиппиус, Дмитрий Мережковский, Вячеслав Иванов, Александр Блок.
В 1906 году Белый вместе с матерью арендовали квартиру в Никольском переулке, отец умер тремя годами ранее. Впоследствии писатель жил в других местах Москвы, в посёлке Кучино, Петербурге, Дорнахе и Берлине. В мемуарах и автобиографической прозе, например, «Крещёный китаец» и «Котик Летаев», Белый подробно описывал свою квартиру на Арбате.
Я вылез из детской — в квартиру, и находил в ней среду; между нашей квартирой, Арбатом, Москвою, тогдашней Россией и детской комнаткой был мне рубеж, потому что квартира уже — круг квартир, подчиненных единому правилу; можно сказать, что мое восприятье квартиры в младенческих годах двойное какое-то.

Квартира сначала разломана мне; собственно: знаю я детскую комнату; в ней все знакомо, не страшно; она-то есть дом; то же, что за стеною, уже не есть дом, потому что гостиная с окнами в мир, на Арбат — то же самое, что этот мир, иль Арбат, из которого к нам появляются с правилами то один, то другая; и с этими полуизвестными личностями тесно связаны папа и мама, а мне эти личности часто вполне неизвестны, весьма подозрительны.Андрей Белый

### Здание
Квартира Андрея Белого находится в бывшем доходном доме, принадлежавшем дворянке М. И. Хромовой.
В 1876 году особняк, стоявший на этом месте, был полностью перестроен по проекту архитектора Митрофана Арсеньева, после чего на первом этаже находились торговые помещения, а второй и третий занимали квартиры для сдачи. После завершения ремонта Хромова продала дом приват-доценту Московского Императорского Университета Н. И. Рахманову. Квартиры в доме сдавались работникам университета: здесь жил специалист по статистике Иван Янжул, а этажом ниже снимал жильё Михаил Соловьёв — брат философа Владимира Соловьёва и отец поэта Сергея Соловьёва, с которым подружился Андрей Белый.
Квартира Андрея Белого состояла из передней, кухни и пяти жилых комнат. Парадные комнаты выходили на Денежный переулок, гостиная была с видом на старую Москву. Сидя на балконе в гостиной, писатель создал произведение «Симфония (2-я, драматическая)», которое и принесло ему славу. Из гостиной можно было попасть в небольшую детскую, спальню родителей и кабинет отца, позже ставший кабинетом Андрея Белого.
В 1930 годы в доме располагались коммунальные квартиры, а с 1970 здание было передано в распоряжение Министерства иностранных дел.
В 1980-е годы бывшая квартира семьи Бугаевых вошла в состав Государственного музея Александра Пушкина, мемориальная квартира которого находится в соседнем здании.

### Открытие музея
Первые семь лет со дня открытия музей функционировал как выставочное пространство, в то время как работники учреждения занимались сбором мемориальной коллекции. Официальное открытие музея состоялось в сентябре 2000 года.
Фонды музея формировались во многом за счёт даров. Большую часть коллекции занимают материалы Татьяны Нориной, ей перед смертью вторая жена Андрея Белого передала имущество семьи: мемориальную мебель, личные вещи писателя, письма, фотографии и прочие материалы. В фондах музея содержатся архивы первой жены Белого Аси Тургеневой и его литературного секретаря П. Н. Зайцева.
Крупный архив достался музею от литературного секретаря писателя Петра Зайцева, работавшего на Белого с 1932 года. В коллекцию Зайцева входили книги писателя с автографами, а также оригинал стихотворения Осипа Мандельштама, написанное в день похорон Андрея Белого.
Политик Фёдор Головин передал в дар музею альбом рисунков, в которых в сатирической манере изображается Андрей Белый. На нескольких рисунках писатель сидит за столом с членом кадетской партии Дмитрием Шаховским, а на других ведёт дебаты.
Валентина Рыкова передала в музей архив первой жены писателя. В нём хранились документы о друзьях и коллегах Андрея Белого — поэтах Сергее Спасском и Владимире Пясте, а также скульпторе Соне Каплун.
Помимо этого, музей приобрёл часть архива А. Поляковой, дочери учёного, исследовавшего мозг писателя после его смерти. На церемонии открытия музея в 2000 году, Министерство иностранных дел России объявило о передаче в дар учреждению фотографии Андрея Белого и копии разрешения на въезд из Швейцарии в Россию, выданного в 1916 году Борису Бугаеву для исполнения воинской обязанности.

## Экспозиция

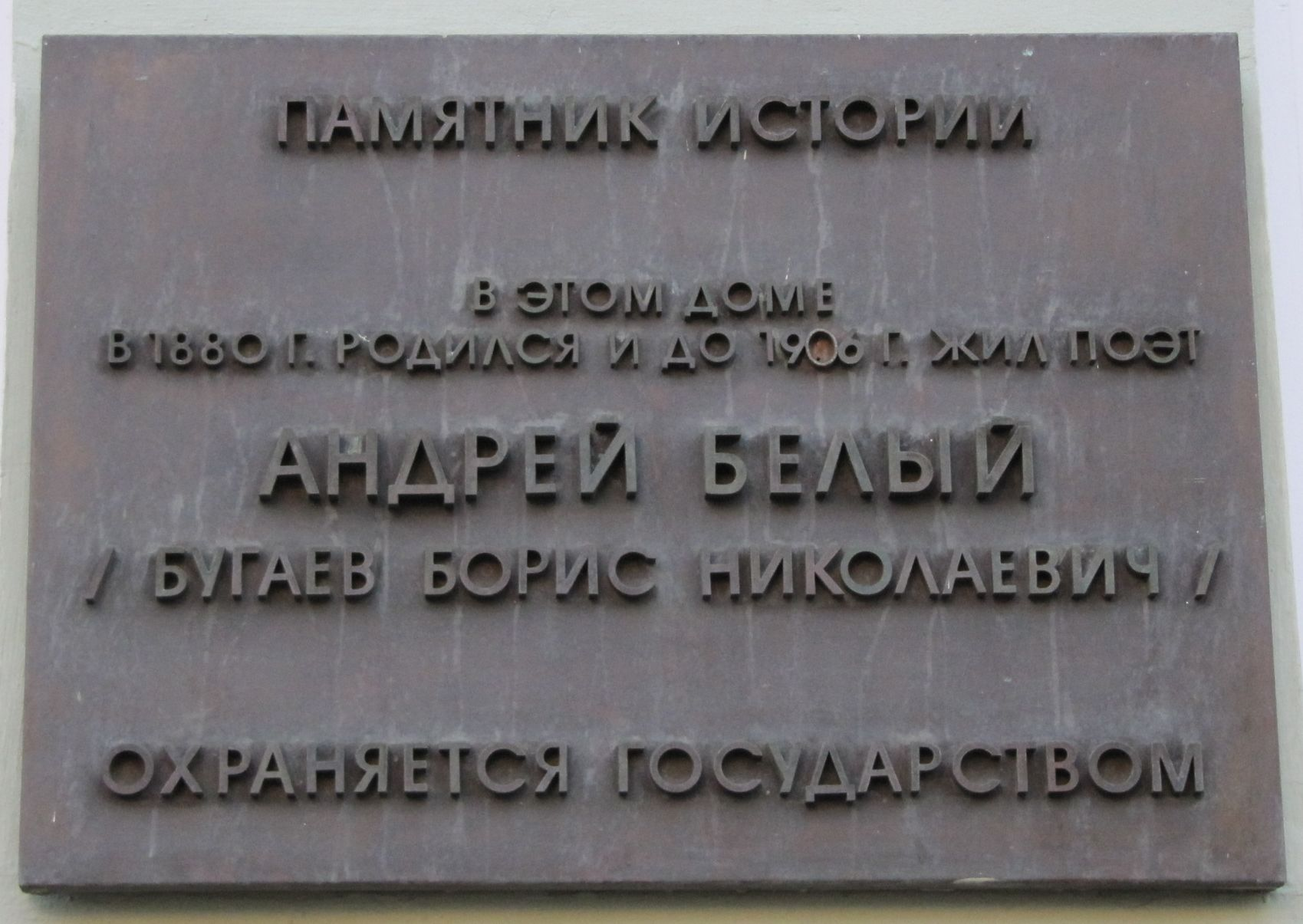
Мемориальная доска на стене дома, где жил Андрей Белый, 2010 год

Голубые глаза и горячая лобная кость —

Мировая манила тебя молодящая злость.

И за то, что тебе суждена была чудная власть, 

Положили тебя никогда не судить и не клясть.

На тебя надевали тиару — юрода колпак,

Бирюзовый учитель, мучитель, властитель, дурак!

Как снежок на Москве заводил кавардак гоголек:

Непонятен-понятен, невнятен, запутан, легок...

Собиратель пространства, экзамены сдавший птенец,

Сочинитель, щегленок, студентик, студент, бубенец...

Конькобежец и первенец, веком гонимый взашей

Под морозную пыль образуемых вновь падежей.
На начало 2018 года в коллекцию музея входят несколько тысяч мемориальных предметов. При формировании музейного пространства организаторы стремились отобразить как биографию, так и идейное развитие творчества Белого.
Экспозиция начинается с прихожей, в которой стоят личные чемоданы писателя, с которыми он путешествовал по России, Германии и Швейцарии. Выставка продолжается в детской комнате, в углу которой стоит витрина с пеленальным конвертом Андрея Белого, подаренным музею дальней родственницей, а также висят семейные фотографии. Предметы, представленные в детской, рассказывают об учёбе Белого в гимназии Льва Поливанова и, позже, на естественном отделении физико-математического факультета МГУ. Тут лежат гимназические учебники, свидетельство о дворянстве при поступлении в университет. В этой комнате располагаются материалы, связанные с первым автобиографическим произведением — повестью «Котик Летаев»: рисунки, материалы о строительстве Гётеанума и отношениях Белого с первой женой, которой и посвящена повесть.
Соседняя комната принадлежала матери писателя Александре Бугаевой. Здесь хранится её фотоальбом с изображениями художника Льва Бакста, а также первый сборник стихов писателя «Золото в Лазури», посвящённый матери. Оригинальная мебель не сохранилась, и работники музея приняли решение заменить её на похожую того же временного периода. В комнате висит портрет первой возлюбленной Белого Маргариты Морозовой, работы художника Виктора Штембера.
В кабинете Николая Бугаева стоит рабочий стол профессора и материалы, связанные с друзьями и известными гостями. В другой части комнаты представлены материалы о жизни Андрея Белого в подмосковном посёлке Кучино и материалы его работы над романом «Москва», прототипом главного героя которого стал отец писателя.
Многие мемориальные вещи долгое время хранились во Франции: вторая жена писателя Клавдия передала чемодан с личными вещами крестнику Андрею Богословскому, который, в свою очередь, передал их на хранение французскому посольству. Только в 2010 году мемориальные вещи вошли в коллекцию музея.
Следующий зал экспозиции — столовая. Здесь представлены личные вещи писателя, а также оригинал стихотворения Осипа Мандельштама, написанного в день смерти Андрея Белого. Центральным экспонатом является автобиографическая схема «Линия жизни».
Последней комнатой экспозиции является Гостиная, в которой ранее собирался кружок «аргонавтов» и принимались многочисленные гости семьи. На начало 2018 года музей использует гостиную в качестве выставочного зала, для проведения конференций и музыкальных вечеров.

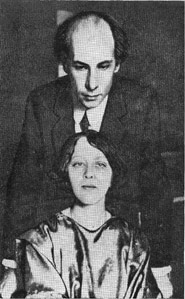
Андрей Белый и первая жена Ася Тургенева, 1910-е
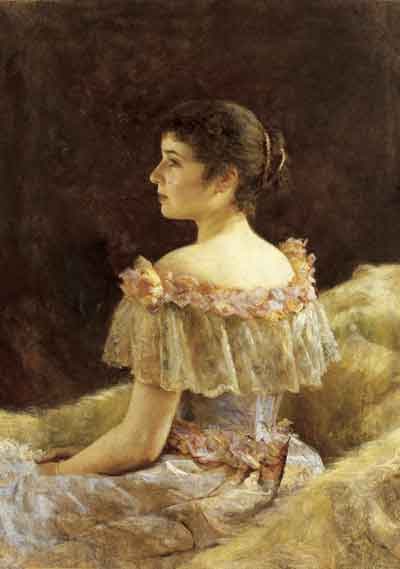
Портрет Маргариты Морозовой работы Виктора Штемберга, 1893 год
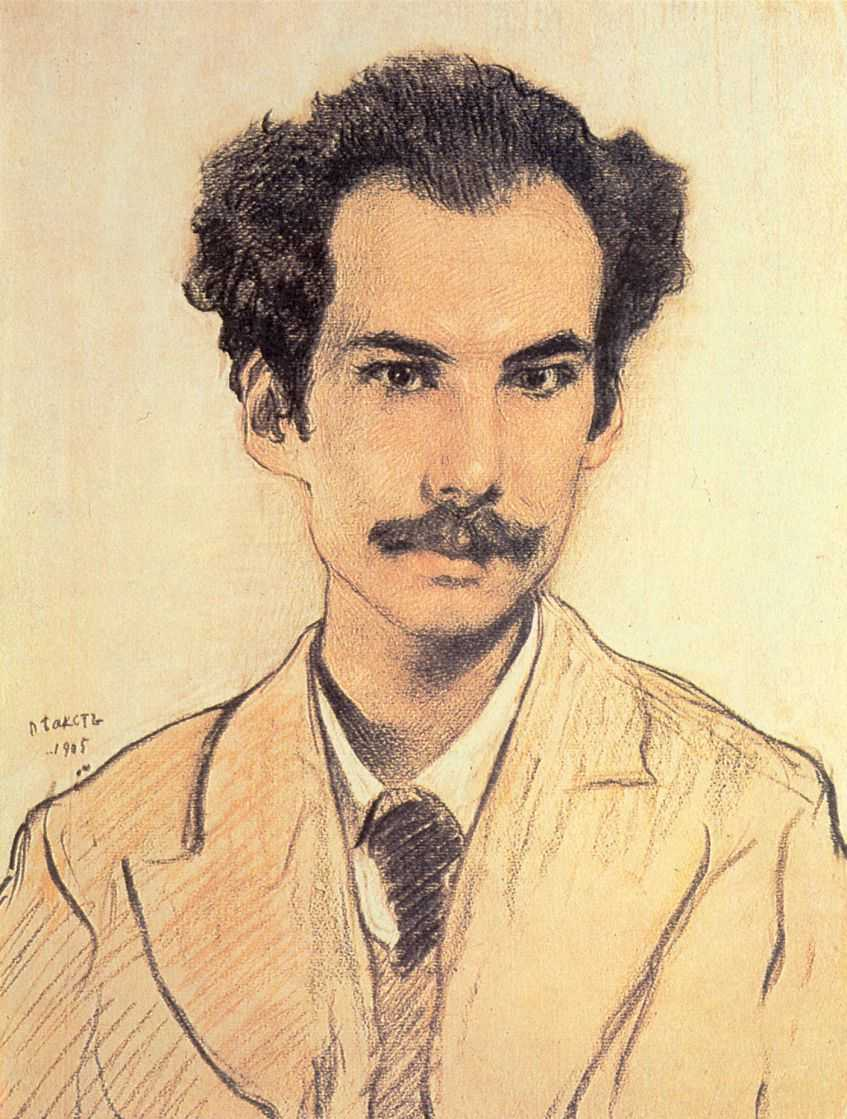
Портрет Андрея Белого, выполненный Леоном Бакстом, 1905 год
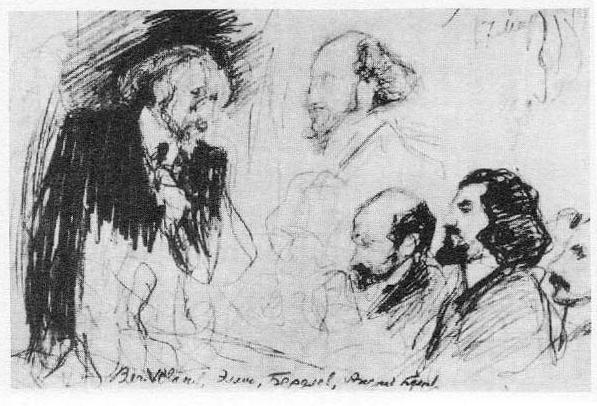
Рисунок клуба «аргонавтов» Леонида Пастернака